# Budapest Stars
A Budapest Stars egy utánpótlás nevelő magyar jégkorongcsapat, amely 2001-ben alakult. Története során először a 2008-09-es szezonban indított felnőtt csapatot a magyar bajnokság élvonalában, a szlovák HK Nové Zámky jégkorongcsapattal közösen, NZ-Stars néven. Korábban csak az utánpótlás-bajnokságokban szerepelt a csapat.
2009-ben a Vasas Sport Club és a Budapest Stars jégkorongcsapat közös együttműködési megállapodást írt alá, amely értelmében a felnőtt csapat a továbbiakban Vasas Budapest Stars néven szerepelt a bajnokságban. 2010 augusztusától a felnőtt, a junior és az ifi csapatok a Vasas SC jégkorong-szakosztályaként működtek tovább, amely hosszú távon saját utánpótlást kíván nevelni. Budapest Stars néven a többi utánpótlás korosztályú csapat szerepelt tovább.

## A csapat sikerei
- Magyar bajnokság:1-szeres bronzérmese
  - 2009/2010
- MOL Liga:1-szeres győztese
  - 2009/2010

## Jégcsarnok
A 2003-ban megépült Icecenter két nemzetközi szabványméretnek megfelelő (1800 m²) jégpályával rendelkezik. A centerpálya lelátója 2000 férőhelyes. Egy speciális termo borítással fedve a pálya még további 1000-1500 fő befogadására képes. Az  edzőpálya szintén 1800 m², hosszanti emeleti lelátóval ellátott terem.